# Mauricio de Sousa
Mauricio Araújo de Sousa (Santa Isabel, 27 ottobre 1935) è un fumettista brasiliano.

## Biografia
Mauricio de Sousa è nato a Santa Isabel, il 27 ottobre 1935 da Antonio Mauricio de Sousa, poeta, e da Petronilha Araújo de Sousa. Mauricio sviluppò l'interesse per i fumetti già in giovane età e cominciò a disegnare manifesti e illustrazioni per riviste.
All'età di 17 anni, iniziò a lavorare come reporter di cronaca nera per il quotidiano Folha da Manhã. Nel 1959, lasciò il lavoro dedicandosi completamente alla carriera di fumettista e creando il suo fumetto più famoso, La banda di Monica. Sousa trae ispirazione per i suoi personaggi dai bambini conosciuti nella sua infanzia e dai suoi stessi figli. Il suo stile ricorda quello di Osamu Tezuka, mangaka giapponese e amico personale di Sousa.
I fumetti di Sousa hanno guadagnato fama internazionale e sono stati anche adattati per film, serie televisive, videogiochi, e persino un parco di divertimenti di San Paolo, il Parque da Mônica ("il Parco di Monica"). Altri due Parque da Monica erano situati a Curitiba e a Rio de Janeiro, ma entrambi sono stati chiusi rispettivamente nel 2000 e nel 2005.
Dal 1970 al 1986, i fumetti di Mauricio sono stati pubblicati da Editora Abril mentre dal gennaio 2007, la serie a fumetti è pubblicata da Panini Comics.
Nel 2008, Sousa ha iniziato a disegnare Turma da Mônica Jovem, serie successiva a "La banda di Monica", dove Monica e le sue amiche sono raffigurate come adolescenti. Questo fumetto ha uno stile molto simile a quello dei manga. Nel 2012, sono stati introdotti in questo fumetto alcuni personaggi di Osamu Tezuka come Astro Boy, la principessa Zaffiro e Kimba.